# Wereldkampioenschappen beachvolleybal 2011
De wereldkampioenschappen beachvolleybal 2011 werden van 13 tot en met 19 juni 2011 gehouden in Rome.

## Medailles
| Onderdeel | Goud                              | Goud | Zilver                        | Zilver | Brons                         | Brons |
| --------- | --------------------------------- | ---- | ----------------------------- | ------ | ----------------------------- | ----- |
| Mannen    | Emanuel Rego Alison Cerutti       | BRA  | Márcio Araújo Ricardo Santos  | BRA    | Julius Brink Jonas Reckermann | GER   |
| Vrouwen   | Juliana Felisberta Larissa França | BRA  | Misty May-Treanor Kerri Walsh | USA    | Xue Chen Zhang Xi             | CHN   |